# Australie au Concours Eurovision de la chanson 2016
L'Australie est l'un des quarante-deux pays participants du Concours Eurovision de la chanson 2016 qui se déroule à Stockholm en Suède. Le pays est représenté par la chanteuse Dami Im et sa chanson Sound of Silence, sélectionnées en interne par le diffuseur australien SBS.

## Sélection
Dami Im est désignée comme représentante du pays le 3 mars 2016, sa chanson Sound of Silence est présentée le 11 mars.

## À l'Eurovision
L'Australie participe à la seconde demi-finale, le 12 mai 2016. Le pays termine à la 1re place avec 330 points et se qualifie ainsi pour la finale du 14 mai où elle se classe 1re à l'issue du vote des jurys avec 320 points. Finalement, l'Australie termine 2e derrière l'Ukraine avec 511 points après le vote du public qui la plaçait 4e avec 191 points.